# Silkeborg Sydkredsen
Silkeborg Sydkredsen  er en opstillingskreds i Vestjyllands Storkreds.
Kredsen, der er oprettet i 2007, består af den sydlige del af Ny Silkeborg Kommune.
Kredsen er dannet af den tidligere Them Kommune og den sydlige del af den gamle Silkeborg Kommune. Hele kredsen ligger indenfor grænserne af den gamle Silkeborgkredsen.

## Folketingskandidater pr. 25/11-2018

### Valgkredsens kandidater for de pr. november 2018 opstillingsberettigede partier
| Liste | Parti                       | Kandidat        | Bemærk                             |
| ----- | --------------------------- | --------------- | ---------------------------------- |
| A     | Socialdemokratiet           | Thomas Jensen   |                                    |
| B     | Radikale Venstre            |                 |                                    |
| C     | Det Konservative Folkeparti | Jette Philipsen | Er kandidat i "Silkeborg og omegn" |
| D     | Nye Borgerlige              |                 |                                    |
| F     | Socialistisk Folkeparti     |                 |                                    |
| I     | Liberal Alliance            |                 |                                    |
| O     | Dansk Folkeparti            | Peter Pedersen  |                                    |
| V     | Venstre                     | Bent Jensen     |                                    |
| Ø     | Enhedslisten                | Jakob Sølvhøj   |                                    |
| Å     | Alternativet                |                 |                                    |

## Afstemningssteder
1. Tidligere Them Kommune
  1. Bryrup
  2. Gjessø
  3. Hjøllund
  4. Them
2. Sydlige del af den tidligere Silkeborg Kommune: